# Коросненський повіт (1854—1939)
Коросненський повіт (нім. Bezirk Krosno; пол. Powiat krośnieński) — історична адміністративно-територіальна одиниця у складі Королівства Галичини і Володимирії та Польщі. Центром повіту було м. Коросно.

## Королівство Галичини та Володимирії
Провісник пізнішого повіту Судовий повіт Коросно (адміністративно-судовий орган влади) був створений наприкінці 1850 р. Повітова судова виконавча влада підпорядковувалась утвореному того ж року апеляційному суду у Кракові (за підпорядкованістю до якого повіти вважались належними до Західної Галичини на противагу апеляційному суду у Львові як критерію належності до Східної Галичини).
Сам Коросненський повіт як орган адміністративної влади після проголошення в 1854 р. був створений 29 вересня 1855 р. (паралельно до наявного судового повіту) у складі округу Пільзно.
Після скасування окружних відомств наприкінці жовтня 1865 р. їх компетенція перейшла до повітових управлінь. За розпорядженням міністерства внутрішніх справ Австро-Угорщини 23 січня 1867 року під час адміністративної реформи місцевого самоврядування збільшені повіти, зокрема до попереднього Коросненського повіту (з 27 самоврядних громад-гмін) приєднаний повіт Дукля (з 29 гмін) та більша частина повіту Змигород (з 21 гміни), 8 гмін Риманівського повіту (Цергова, Ясінка, Івонич, Любатова, Любатівка, Місце, Роги та Рівне), 3 гміни повіту Березів (Іскриня, Комборня та Воля Комборська), по одній гміні повітів Стрижів (Бонарівка) і Фриштак (Войківка). Однак у повіті існували й надалі два окремі судові округи (повіти) — Коросненський і Дуклянський. Практично в набутому в 1867 р. вигляді Коросненський повіт існував 72 роки — до жовтня 1939 року.
У 1879 р. площа повіту становила 546,02 км², населення — 70 702 особи, повіт включав 3 міста (Кросно, Дукля і Корчина), 2 містечка (Роги і Мисцова) та 89 сіл і 65 фільварків. Повітовому суду в Дуклі підлягало 23 898 мешканців у 32 громадах і 22 фільварках, а повітовому суду в Коросні — 46 804 мешканці у 62 громадах і 43 фільварках. Житлових будинків налічувалось 11 548, у Хорківці діяв великий нафтопереробний завод. Поширене в повіті кустарне ткацтво після відкриття Галицької трансверзальної залізничної лінії збанкрутувало, бо не могло конкурувати з віденськими та чеськими фабриками. На відміну від цього, видобуток нафти і нафтопереробка бурхливо розвивались і досягли апогею на початку ХХ сторіччя.
Коросненський повіт за переписом 1910 р. налічував 90 гмін (самоврядні громади) і 82 фільварки та займав площу 719 км². В 1900 році населення становило 81 625 осіб. За переписом 1910 р. населення становило 82 115 осіб, з них 15 % греко-католиків, 77 % римо-католиків, 7,5 % юдеїв.

## Польща
У 1920 р. був включений до новоутвореного Львівського воєводства.
1 січня 1925 р. розпорядженням Ради Міністрів Польщі села Вояшівка і Лончки Ягеллонські з територією фільварку були вилучені з Ясельського повіту Краківського воєводства і включені до Коросненського повіту Львівського воєводства, а сільські гміни Нижнє Коростенько і Білобереги включені до міста Коросно
01.04.1932 до Коросненського повіту було приєднано частину Стрижівського повіту.
1 серпня 1934 р. здійснено новий поділ на сільські ґміни внаслідок об'єднання дотогочасних (збережених від Австро-Угорщини) ґмін, які позначали громаду села. Новоутворена ґміна відповідала волості — об'єднувала громади кількох сіл або (в дуже рідкісних випадках) обмежувалась єдиним дуже великим селом.

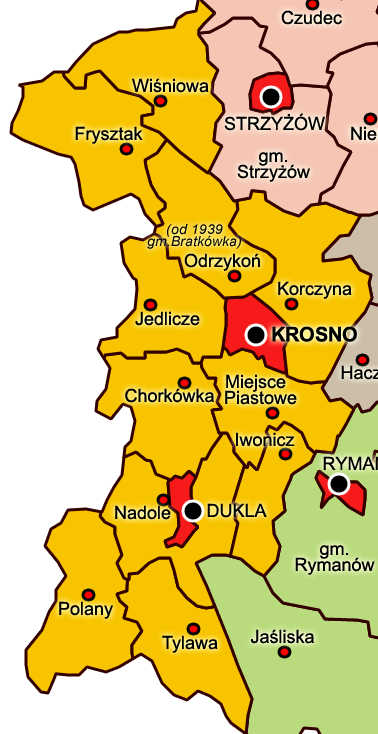
Коросненський повіт

Станом на 1934 рік:

### Об'єднані сільські ґміни 1934—1939
- Ґміна Хоркувка
- Ґміна Фриштак
- Ґміна Івоніч
- Ґміна Єдліче
- Ґміна Корчина
- Ґміна Мєйсце Пястове
- Ґміна Надолє
- Ґміна Одриконь
- Ґміна Поляни
- Ґміна Тилява
- Ґміна Вішньова

### Міські ґміни
- Коросно
- Дукля (з 1934)[5].

## Населення
На 01.01.1939 у восьми селах (Братківка, Чорноріки, Красна, Опарівка, Петруша Воля, Ріпник, Ванівка, Вороблик Королівський) повіту проживало переважно українське населення  — з 8 090 жителів було 6 725 українців-грекокатоликів і 30 українців-латинників, і у ще 14 селах (Барвінок, Гута Полянська, Гирова, Мшана, Мисцова, Поляни, Роп'янка, Смеречне, Терстяна, Тиханя, Тилява, Вільховець, Вільшня, Зиндранова) було майже повністю українським — з 9 400 жителів було 8 740 українців-грекокатоликів.
Після Другої світової війни Лемківщина, попри сподівання лемків на входження в УРСР, була віддана Польщі, а корінне українське населення примусово-добровільно вивозилося в СРСР. Оприлюднені поіменні списки виселених в СРСР з повіту налічують 12 300 осіб).